# Louis-Thomas Berlinguet
Pour les articles homonymes, voir Berlinguet.

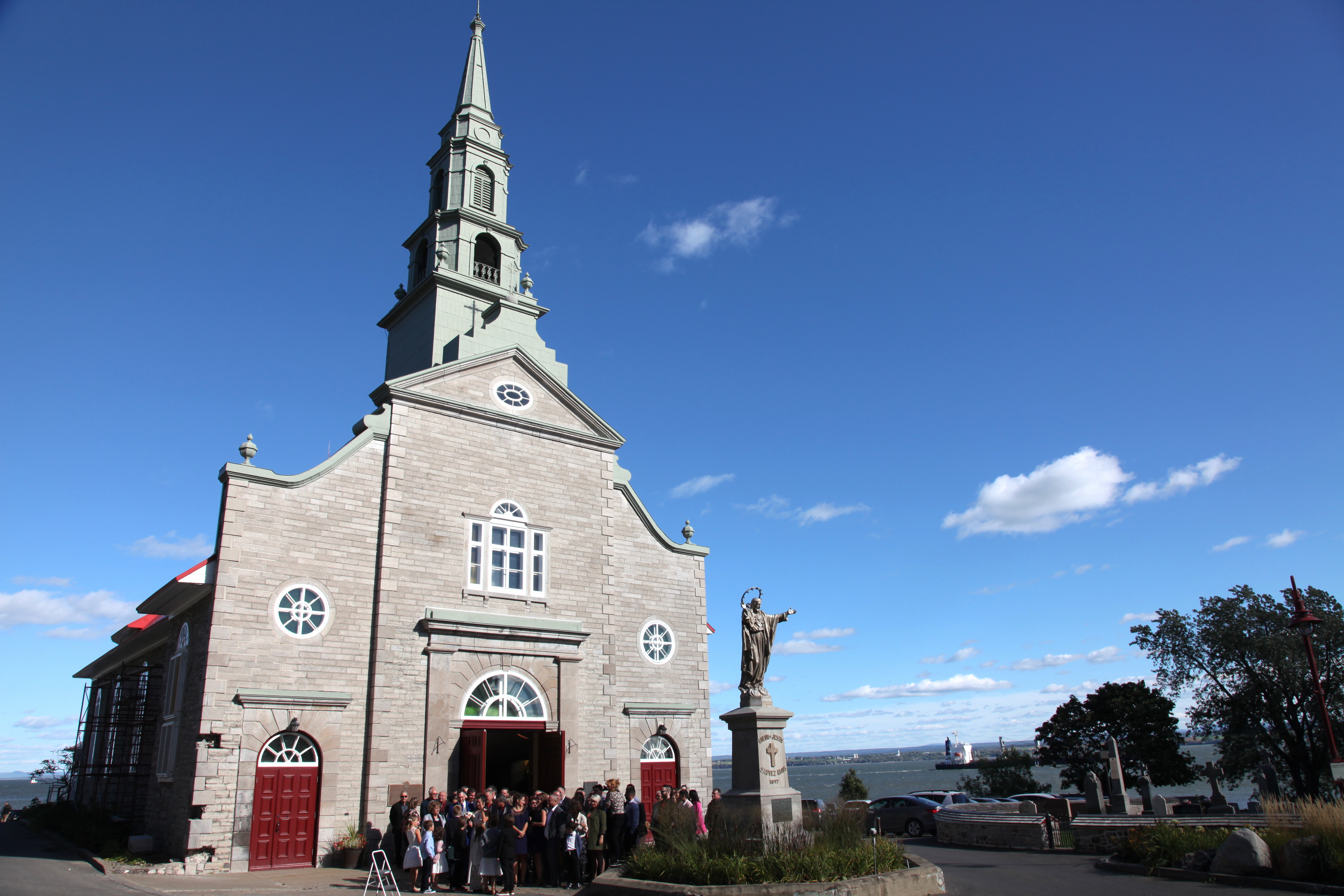
La façade de l'église Saint-Jean à Saint-Jean-de-l'Île-d'Orléans a été conçue par L-T Berlinguet.

Louis-Thomas Berlinguet est un sculpteur, architecte et doreur québécois, né à Montréal le 17 décembre 1790 et mort à Québec le 4 octobre 1863.

## Biographie
Louis-Thomas Berlinguet commence sa carrière en 1806 comme apprenti auprès de Joseph Pépin, dont il sera le seul élève à connaître du succès comme sculpteur. Il obtient le statut de maître-sculpteur en 1813 et travaille avec Pépin à l'atelier des Écores jusqu'en 1816.
Il s'associe en 1816 avec les sculpteurs Olivier Dugal et Pierre Séguin, avec qui il réalise la décoration de l'église de Saint-Ambroise (Loretteville) et de l'église de Saint-Augustin de Desmaures.
Berlinguet s'établit ensuite à Québec et ouvre un atelier de sculpture, d'architecture et de dorure sur la rue Saint-Flavien. Il sculpte durant cette période la chaire de l'église Saint-Joachim sur la côte de Beaupré. En 1843, Berlinguet déménage à Montréal, où il travaille régulièrement avec son fils Louis-Laurent-Flavien Berlinguet. Ensemble ils travaillent sur la reconstruction de l'église de Sainte-Famille à Boucherville de 1847 à 1850, alors laissée sévèrement endommagée par un incendie. Louis-Thomas Berlinguet collabore ensuite régulièrement avec son fils à partir de ce moment, ils œuvrent ensemble dans les églises de Saint-Rémi (1845-1852), Sainte-Anne-de-la-Pocatière (1856-1860), Saint-Georges de Cacouna et l'église de Saint-Jean-de-l'Île-d'Orléans (1853).
Il épouse Marie-Charlotte Mailloux et est le père de François-Xavier Berlinguet, sculpteur, ingénieur civil et architecte, et de Louis-Flavien Berlinguet, sculpteur.

## Œuvre et influence
Berlinguet s'est consacré principalement durant sa carrière à l'art religieux, décorant plusieurs églises québécoises et réalisant un bon nombre de sculptures religieuses.
L’œuvre de Berlinguet est influencée par le style de l'atelier des Écores où il réalise son apprentissage comme sculpteur sous la supervision de Joseph Pépin.

## Hommages
La rue Berlinguet, dans l'arrondissement Beauport de la ville de Québec a été nommée en son honneur en 2006.